# Fotis Stefani
Fotis Stephani, gr. Φώτης Στεφανή (ur. 4 października 1971) – cypryjski lekkoatleta, uczestnik Letnich Igrzysk Olimpijskich 1992 oraz Letnich Igrzysk Olimpijskich 2000.
Na obu olimpiadach wystartował w skoku o tyczce. Na pierwszych igrzyskach uzyskał wynik 5.20 w rundzie eliminacyjnej, (nie awansował do finału) co dało mu 26. miejsce. Na olimpiadzie w 2000 roku nie został sklasyfikowany.

## Rekordy życiowe
- Skok o tyczce - 5.56 (2000[1])